# Olympische Sommerspiele 1980/Leichtathletik – Diskuswurf (Frauen)

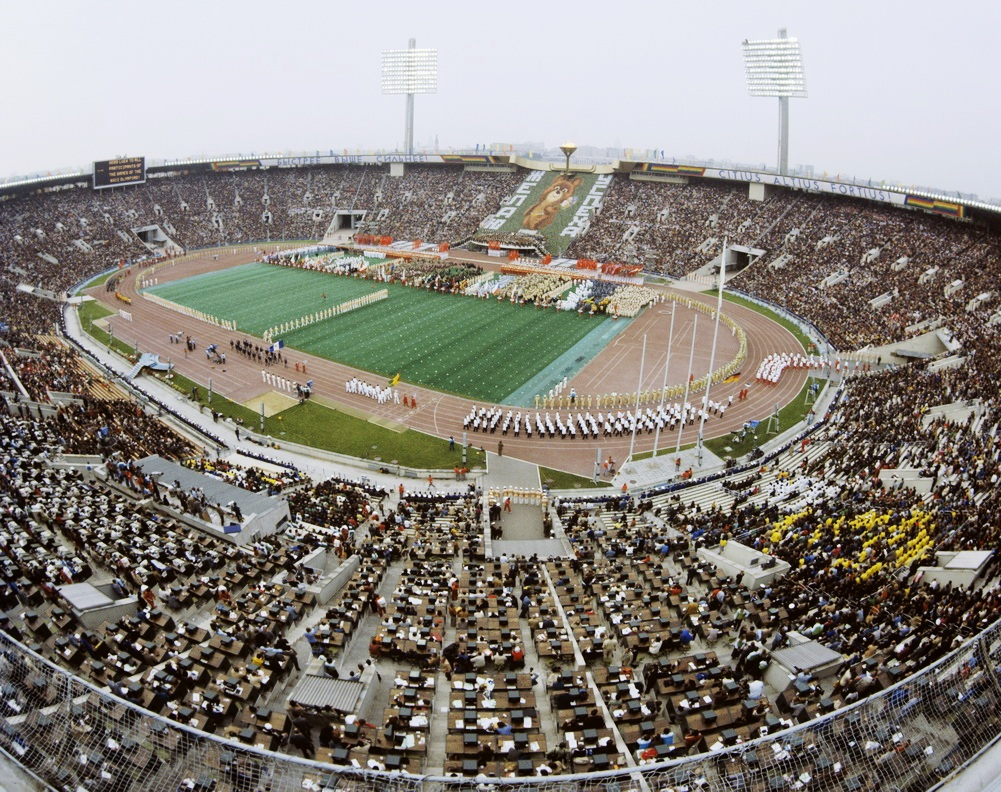
Das Luschniki-Stadion während der Eröffnungsfeier dieser Spiele

Der Diskuswurf der Frauen bei den Olympischen Spielen 1980 in Moskau wurde am 31. Juli und 1. August 1980 im Olympiastadion Luschniki ausgetragen. Achtzehn Athletinnen nahmen teil.
Wie schon bei den Olympischen Spielen 1976 siegte Evelin Jahl aus der DDR, vor vier Jahren war sie noch als Evelin Schlaak an den Start gegangen. Sie gewann vor der Bulgarin Marija Petkowa und Tatjana Lessowaja aus der Sowjetunion.
Für die DDR gingen neben der Olympiasiegerin außerdem Gisela Beyer und Margitta Pufe, frühere Margitta Droese bzw. Margitta Ludewig, an den Start. Beide erreichten das Finale. Beyer wurde Vierte, Pufe Fünfte.

Werferinnen aus der Schweiz, Österreich und Liechtenstein nahmen nicht teil. Athletinnen aus der Bundesrepublik Deutschland waren wegen des Olympiaboykotts ebenfalls nicht dabei.

## Rekorde

### Bestehende Rekorde
| Weltrekord         | 71,80 m | Marija Petkowa ( Bulgarien)                         | Sofia, Bulgarien           | 13. Juli 1980 |
| Olympischer Rekord | 69,00 m | Evelin Jahl – unter dem Namen Evelin Schlaak ( DDR) | Finale OS Montreal, Kanada | 29. Juli 1976 |

### Rekordverbesserung
Die Olympiasiegerin Evelin Jahl aus der DDR verbesserte ihren eigenen olympischen Rekord im Finale am 1. August zweimal:
- 69,76 m – zweiter Versuch
- 69,96 m – dritter Versuch

## Durchführung des Wettbewerbs
Die Athletinnen traten am 31. Juli zu einer Qualifikationsrunde an. Acht von ihnen – hellblau unterlegt – übertrafen die direkte Finalqualifikationsweite 60,00 m. Damit war die Mindestanzahl von zwölf Finalteilnehmerinnen nicht erreicht. So wurde das Finalfeld mit vier weiteren Wettbewerberinnen – hellgrün unterlegt – nach den nächstbesten Weiten auf zwölf Teilnehmerinnen aufgefüllt. Das finale wurde am 1. August ausgetragen.

## Zeitplan
31. Juli, 10:00 Uhr: Qualifikation

1. August, 17:00 Uhr: Finale
Anmerkung:
Alle Zeiten sind in Ortszeit Moskau (UTC+3) angegeben.

## Legende
Kurze Übersicht zur Bedeutung der Symbolik – so üblicherweise auch in sonstigen Veröffentlichungen verwendet:
| – | verzichtet |
| x | ungültig   |

## Qualifikation

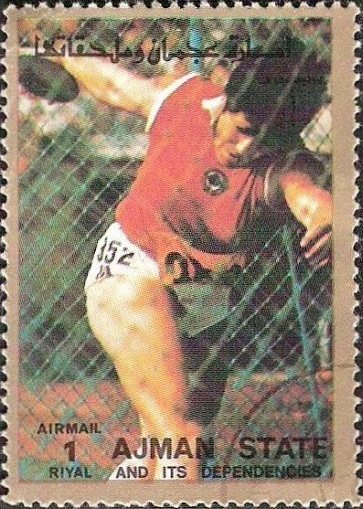
Faina Melnik, 1976 Olympiasiegerin, schied hier mit 53,76 m bereits in der Qualifikation aus

Datum: 31. Juli 1980, 10:00 Uhr
| Platz | Name                      | Nation           | 1. Versuch | 2. Versuch | 3. Versuch | Weite   |
| ----- | ------------------------- | ---------------- | ---------- | ---------- | ---------- | ------- |
| 1     | Margitta Pufe             | DDR              | 65,52 m    | –          | –          | 65,52 m |
| 2     | Marija Petkowa            | Bulgarien        | 65,02 m    | –          | –          | 65,02 m |
| 3     | Gisela Beyer              | DDR              | 62,86 m    | –          | –          | 62,86 m |
| 4     | Tatjana Lessowaja         | Sowjetunion      | 62,20 m    | –          | –          | 62,20 m |
| 5     | Swetla Boschkowa          | Bulgarien        | 58,96 m    | 60,84 m    | –          | 60,84 m |
| 6     | Florența Tacu             | Rumänien         | 60,40 m    | –          | –          | 60,40 m |
| 7     | Galina Murašova           | Sowjetunion      | 54,56 m    | 60,32 m    | –          | 60,32 m |
| 8     | Evelin Jahl               | DDR              | 57,86 m    | 60,22 m    | –          | 60,22 m |
| 9     | Zdeňka Bartoňová          | Tschechoslowakei | x          | 59,48 m    | 57,78 m    | 59,48 m |
| 10    | Meg Ritchie               | Großbritannien   | 58,66 m    | x          | x          | 58,66 m |
| 11    | Carmen Romero             | Kuba             | x          | x          | 58,60 m    | 58,60 m |
| 12    | Ágnes Herczegh            | Ungarn           | 57,80 m    | 53,74 m    | 56,86 m    | 57,80 m |
| 13    | María Cristina Betancourt | Kuba             | 54,16 m    | x          | 57,62 m    | 57,62 m |
| 14    | Katalin Csőke             | Ungarn           | x          | 56,84 m    | 57,38 m    | 57,38 m |
| 15    | Gael Mulhall              | Australien       | 54,90 m    | 54,58 m    | 53,32 m    | 54,90 m |
| 16    | Faina Melnik              | Sowjetunion      | 51,64 m    | 53,76 m    | x          | 53,76 m |
| NM    | Ludovina de Oliveira      | Mosambik         | x          | x          | x          | ogV     |
| DNS   | Ulla Lundholm             | Finnland         |            |            |            |         |

## Finale
Datum: 1. August 1980, 17:00 Uhr
| Platz | Name              | Nation           | 1. Versuch | 2. Versuch | 3. Versuch | 4. Versuch                                  | 5. Versuch                                  | 6. Versuch                                  | Endresultat | Anmerkung |
| ----- | ----------------- | ---------------- | ---------- | ---------- | ---------- | ------------------------------------------- | ------------------------------------------- | ------------------------------------------- | ----------- | --------- |
| 1     | Evelin Jahl       | DDR              | 66,14 m    | 69,76 m OR | 69,96 m OR | 68,44 m                                     | 68,52 m                                     | 66,66 m                                     | 69,96 m     | OR        |
| 2     | Marija Petkowa    | Bulgarien        | 67,68 m    | 65,36 m    | 67,66 m    | 65,56 m                                     | 67,68 m                                     | 67,90 m                                     | 67,90 m     |           |
| 3     | Tatjana Lessowaja | Sowjetunion      | 64,12 m    | x          | 65,72 m    | 64,84 m                                     | 67,40 m                                     | 66,20 m                                     | 67,40 m     |           |
| 4     | Gisela Beyer      | DDR              | 67,08 m    | 60,54 m    | x          | x                                           | 66,48 m                                     | 65,56 m                                     | 67,08 m     |           |
| 5     | Margitta Pufe     | DDR              | 51,72 m    | 64,84 m    | 61,24 m    | 58,70 m                                     | x                                           | 66,12 m                                     | 66,12 m     |           |
| 6     | Florența Tacu     | Rumänien         | x          | 64,06 m    | x          | 63,92 m                                     | 64,16 m                                     | 64,38 m                                     | 64,38 m     |           |
| 7     | Galina Murašova   | Sowjetunion      | 61,36 m    | 61,46 m    | 63,84 m    | x                                           | 63,02 m                                     | x                                           | 63,84 m     |           |
| 8     | Swetla Boschkowa  | Bulgarien        | 56,82 m    | 63,14 m    | 61,70 m    | x                                           | 59,54 m                                     | 61,26 m                                     | 63,14 m     |           |
|       |                   |                  |            |            |            |                                             |                                             |                                             |             |           |
| 9     | Meg Ritchie       | Großbritannien   | x          | 60,72 m    | 61,16 m    | nicht im Finale der besten acht Werferinnen | nicht im Finale der besten acht Werferinnen | nicht im Finale der besten acht Werferinnen | 61,16 m     |           |
| 10    | Carmen Romero     | Kuba             | 60,86 m    | 59,44 m    | 60,06 m    | nicht im Finale der besten acht Werferinnen | nicht im Finale der besten acht Werferinnen | nicht im Finale der besten acht Werferinnen | 60,86 m     |           |
| 11    | Zdeňka Bartoňová  | Tschechoslowakei | 56,96 m    | 57,74 m    | 57,78 m    | nicht im Finale der besten acht Werferinnen | nicht im Finale der besten acht Werferinnen | nicht im Finale der besten acht Werferinnen | 57,78 m     |           |
| 12    | Ágnes Herczegh    | Ungarn           | x          | 55,06 m    | x          | nicht im Finale der besten acht Werferinnen | nicht im Finale der besten acht Werferinnen | nicht im Finale der besten acht Werferinnen | 55,06 m     |           |

Favoritinnen für den Olympiasieg waren die Goldmedaillengewinnerin von 1976 Evelin Jahl – damals unter ihrem Namen Evelin Schlaak – sowie die Bulgarin Marija Petkowa, die im Juli des Olympiajahres den Weltrekord in ihren Besitz gebracht hatte. Zum Kreis von Kandidatinnen mit Ansprüchen auf die weiteren vorderen Platzierungen gehörten die beiden DDR-Werferinnen Margitta Pufe, frühere Margitta Droese bzw. Margitta Ludewig, Vizeeuropameisterin von 1978 und zudem hier bereits Bronzemedaillengewinnerin im Kugelstoßen, sowie Gisela Beyer, Tatjana Lessowaja aus der UdSSR sowie die EM-Sechste Swetla Boschkowa aus Bulgarien. Auch die Olympiasiegerin von 1972 und Olympiavierte von 1976 Faina Melnik, UdSSR, war wieder dabei. Aber sie blieb ein Schatten ihrer selbst und schied als Sechzehnte der Qualifikation vorzeitig aus.
Jahl übernahm mit einem Wurf auf 69,76 m in der zweiten Runde die Führung. Damit verbesserte sie ihren eigenen olympischen Rekord von 1976 um 76 cm. Petkowa lag mit ihrem guten ersten Wurf auf 67,68 m an zweiter Stelle. Dritte war Beyer mit 67,08 m. Im dritten Durchgang verbesserte Jahl ihre Führungsweite noch einmal auf jetzt 69,96 m. Bis Runde fünf veränderte sich die Reihenfolge auf den Medaillenplätzen nicht. Mit ihrem fünften Versuch auf 67,40 m gelang Lessowaja dann der Sprung auf den Bronzeplatz, Beyer war jetzt Vierte. Im letzten Durchgang  verbesserten noch zwei Athletinnen ihre Weiten: Margitta Pufe erzielte 66,12 m – das war am Ende Rang fünf – und die Rumänin Florența Tacu kam auf 64,38 m und erreichte damit Platz sechs. Vier von Evelin Jahls Versuchen hätten für die Goldmedaille gereicht. Sie hatte am Ende über zwei Meter Vorsprung auf Silbermedaillengewinnerin Marija Petkowa. Auf den Plätzen eins und zwei gab es die gleiche Rangfolge wie schon 1976. Tatjana Lessowaja gewann Bronze vor Gisela Beyer.

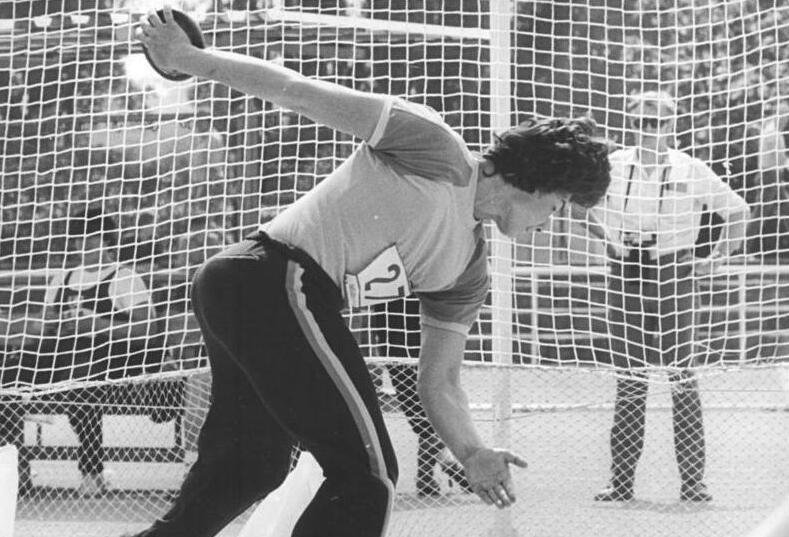
Gisela Beyer belegte Rang vier
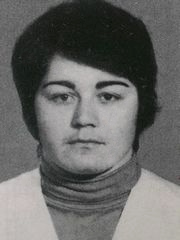
Florența Tacu, spätere Florența Crăciunescu, kam auf den sechsten Platz

## Videolinks
- Tatyana Lesovaya (USSR) Discus 67.40 meters 1980 Moscow Olympics, youtube.com, abgerufen am 5. November 2021
- Evelin Jahl Adds Moscow Gold to Montreal Discus Triumph - Moscow 1980 Olympics, youtube.com, abgerufen am 4. Januar 2018